# Roodklauwschorpioen
De roodklauwschorpioen (Pandinus cavimanus) is een schorpioen met een mild gif. De roodklauwschorpioen kan agressief zijn en komt uit Oost-Afrika (Tanzania, Oost-Congo, Kenia). Het dier wordt 15 cm groot en eet kleine insecten zoals krekels en sprinkhanen. De roodklauwschorpioen wordt vaak gehouden in een terrarium.